# Test (fleuve)
Pour les articles homonymes, voir test.
Le Test est un fleuve côtier situé dans le Hampshire, en Angleterre.

## Géographie
Il prend sa source près d'Ashe, dans des ruisseaux calcaires propices à la pêche à la mouche, et s'écoule sur 64 km pour aller se jeter dans la baie de Southampton.
Les berges du Test sont entretenues par l'Environment Agency jusqu'à Redbridge, point à partir duquel l'autorité du Port de Southampton prend en charge la partie navigable, soumise à la marée.
Le fleuve a donné son nom au district de Test Valley (« Vallée du Test ») ainsi qu'à la circonscription administrative de Southampton Test, et il est l'un des lieux clés du roman Les Garennes de Watership Down de Richard Adams.